# Pauline Ménard-Dorian
Pour les articles homonymes, voir Ménard, Dorian et Ménard-Dorian.
Pauline Ménard-Dorian, née le 21 juillet 1870 au château de Fraisses et morte le 24 décembre 1941 au mas de Malherbes, commune d'Aimargues, est une femme de lettres française. Elle tenait un salon littéraire à Paris.

## Le salon Ménard-Dorian
Pauline Ménard-Dorian est la fille de Louise-Aline Dorian (elle-même fille de Pierre-Frédéric Dorian, ministre des Travaux publics du gouvernement de la Défense nationale) et de Paul-François Ménard, dit Ménard-Dorian, armateur et maître de forges, d'origine protestante, député radical d'extrême-gauche par anticléricalisme. Elle passe son enfance entre son hôtel de la rue de la Faisanderie à Paris et les propriétés familiales de Fraisses et de Lunel, au milieu d'écrivains et d'hommes politiques.
Le salon républicain de sa mère Aline Ménard réunissait régulièrement des personnalités telles que Zola, Alphonse Daudet, les frères Goncourt, Rodin, Carrière, Béthune, Renouard, Victor Considerant, et nombre d'hommes politiques républicains de l'époque, tels que Clemenceau, Georges Périn, Allain-Targé, Challemel-Lacour, Henri Rochefort, etc. Sa mère avait été l'une des modèles pour Madame Verdurin dans À la recherche du temps perdu.

## Le salon de Pauline Hugo
Elle épouse en 1894 le peintre Georges Victor-Hugo, petit-fils de Victor Hugo, avec qui elle aura deux enfants, dont le peintre Jean Hugo. Le couple tient l’un des salons les plus prisés de Paris, où il reçoit, outre des personnalités politiques, les écrivains Marcel Proust, Émile Zola, Alphonse puis Léon Daudet, Edmond de Goncourt, Jean Cocteau, Max Jacob, des peintres (Eugène Carrière), des musiciens (Satie)... Elle épouse, en secondes noces, le peintre René Georges Hermann-Paul.
Pauline Hugo, née Ménard-Dorian, meurt en 1941 au mas de Malherbes, situé sur le territoire de la ville d'Aimargues.